# Mladen Dodić
Mladen Dodić (Gjakova, 17 ottobre 1969) è un allenatore di calcio serbo.